# 溪荪
溪荪（学名：Iris sanguinea）是鸢尾科鸢尾属的植物。分布于朝鲜、俄罗斯、日本以及中国大陆的吉林、辽宁、内蒙古、黑龙江等地，生长于海拔300米至1,900米的地区，多生长在沼泽地、湿草地或向阳坡地。

## 别名
东方鸢尾（中国植物学杂志），西伯利亚鸢尾东方变种（中国东北部植物检索表）

## 异名
- Iris sanguinea Donn ex Horn. f. albiflora Makino
- Iris sanguinea Donn ex Horn. var. yixingensis Y. T. Zhao

## 毒性
- 成分 - イリジェニン、イリジン、テクトリジン
- 部位 - 全草、根茎、樹液
- 症状 - 皮膚炎、嘔吐、下痢、胃腸炎

## 参考文献

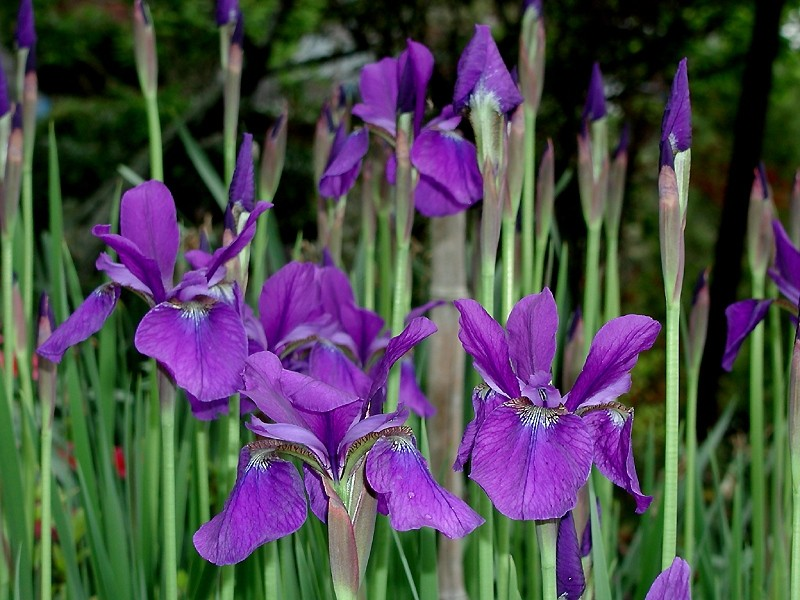
摄於日本四国地方廣見町